# 大内有恒
大内 有恒（おおうち ありつね、1890年〈明治23年〉 - 1954年〈昭和29年〉）は、昭和時代前期の政治家。弁護士。山形県山形市長。

## 経歴
山形中学校、旧制第二高等学校、東京帝国大学を経て、山形市内に弁護士を開業する。1925年（大正14年）山形市会議員に当選以来市会の実権を握り、のちに蔭の市長と呼ばれた。
太平洋戦争末期と終戦後の混乱期の2年間市政を担当し、分散疎開や外地引揚者の受入に苦心した。その後、公職追放となった。

## 親族
- 二男 大内恒夫（最高裁判所判事）[3]